# Maria Rosada
Maria Rosada (Pietramelara, 2 febbraio 1899 – Terracina, 17 gennaio 1970) è stata una montatrice italiana.

## Biografia
È stata capo montatrice a Cinecittà ed insegnante di edizione al Centro Sperimentale di Cinematografia.
Suo figlio è il montatore Lionello Massobrio.

## Filmografia parziale
- I tre desideri, regia di Giorgio Ferroni e Kurt Gerron (1937)
- La casa del peccato, regia di Max Neufeld (1938)
- Una moglie in pericolo, regia di Max Neufeld (1939)
- Il fornaretto di Venezia, regia di Duilio Coletti (1939)
- Assenza ingiustificata, regia di Max Neufeld (1939)
- Ultima fiamma (La última falla), regia di Benito Perojo (1940)
- Capitan Fracassa, regia di Duilio Coletti (1940)
- Rose scarlatte, regia di Giuseppe Amato e Vittorio De Sica (1940)
- La maschera di Cesare Borgia, regia di Duilio Coletti (1941)
- Signorinette, regia di Luigi Zampa (1942)
- La bella addormentata, regia di Luigi Chiarini (1942)
- Apparizione, regia di Jean de Limur (1943)
- Harlem, regia di Carmine Gallone (1943)
- L'abito nero da sposa, regia di Luigi Zampa (1945)
- Il ventesimo duca, regia di Lucio De Caro (1945)
- Don Camillo, regia di Julien Duvivier (1952)
- Cani e gatti, regia di Leonardo De Mitri (1952)
- Piovuto dal cielo, regia di Leonardo De Mitri (1953)
- Hanno rubato un tram, regia di Aldo Fabrizi (1954)
- Il piccolo vetraio, regia di Giorgio Capitani (1955)
- Idoli controluce, regia di Enzo Battaglia (1965)
- La scelta, regia di Cecilia Mangini (1967)